# Brahmshaus (Baden-Baden)

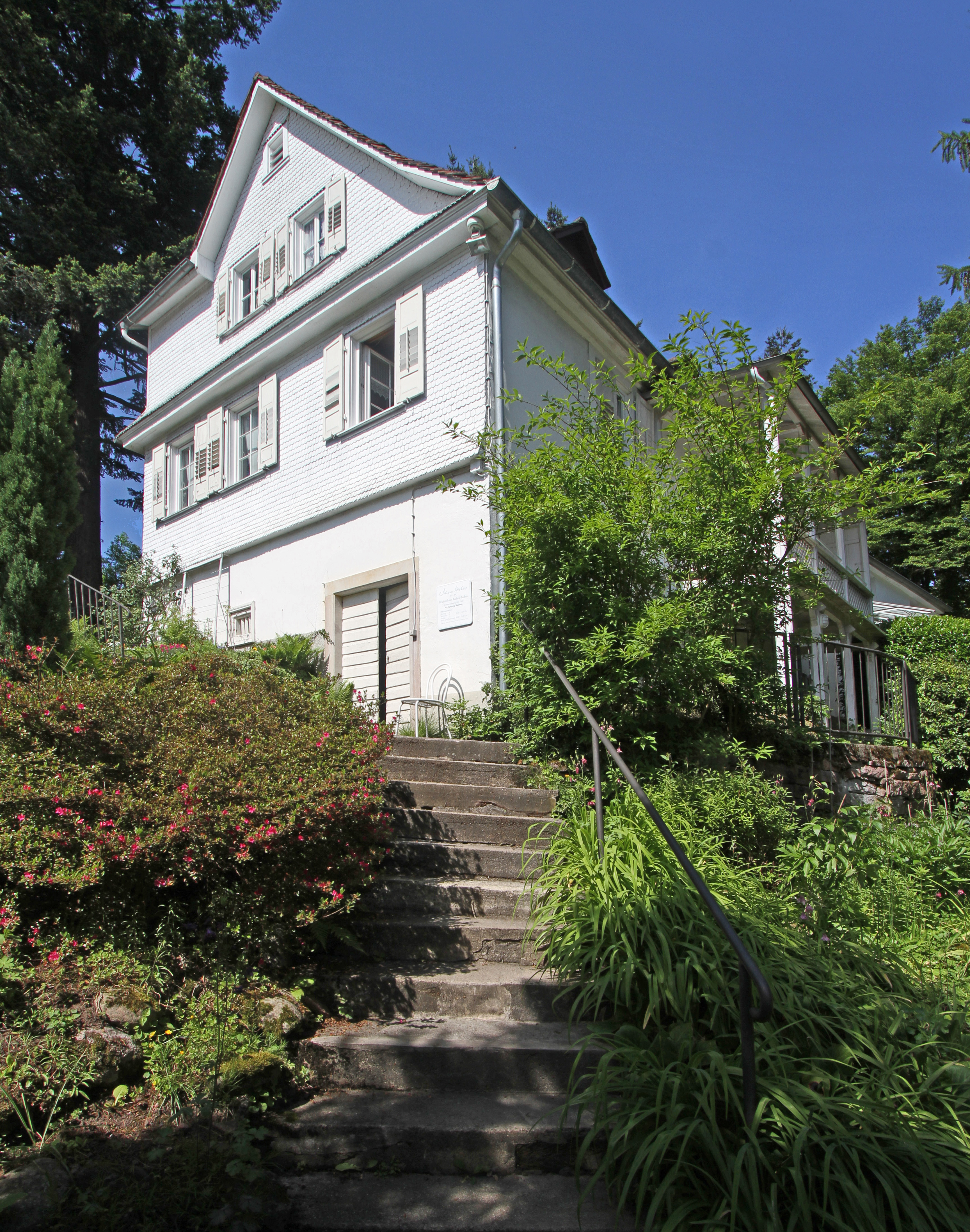
Brahmshaus Baden-Baden (2017)

Das Brahmshaus in der Maximilianstraße 85 im heutigen Baden-Badener Stadtteil Lichtental in Baden-Württemberg war zwischen 1865 und 1876 der Sommeraufenthalt von Johannes Brahms. In dieser Zeit entstanden dort zahlreiche seiner Kompositionen.

## Geschichte
Das Haus wurde ursprünglich als Bauernhaus erbaut und Mitte des 19. Jahrhunderts in ein Wohnhaus umgewandelt. Es ist die einzige noch heute unverändert erhaltene Wohnung von Johannes Brahms in Deutschland.
Johannes Brahms lebte und arbeitete in den Sommermonaten von 1865 bis 1876 in diesem Haus. Auf Empfehlung der Pianistin Clara Schumann, der Frau des Komponisten Robert Schumann, kam Brahms nach Baden-Baden. Clara Schumann wohnte mit ihren Kindern an der Lichtentaler Allee und lud Brahms dorthin ein. Begeistert von der Natur und der Umgebung wählte Brahms Baden-Baden für seine Sommeraufenthalte, um dort zu komponieren und seine Freundschaft sowie die musikalische Zusammenarbeit mit Clara Schumann zu pflegen.
Zu den bedeutenden Werken, die in diesem Haus entstanden oder vollendet wurden, gehören die Sinfonien Nr. 1 und Nr. 2, das Klavierquintett f-Moll op. 34, das Streichsextett G-Dur op. 36, Teile des Deutschen Requiems op. 45 und weitere Kompositionen.
1967 wurde das damals stark verfallene Haus von der aus diesem Anlass gegründeten Brahmsgesellschaft Baden-Baden erworben, um es vor dem Abriss zu retten und für die Nachwelt zu erhalten.
Die Denkmalstiftung Baden-Württemberg ernannte das Brahmshaus zum Denkmal des Monats Juli 2022.

## Museum

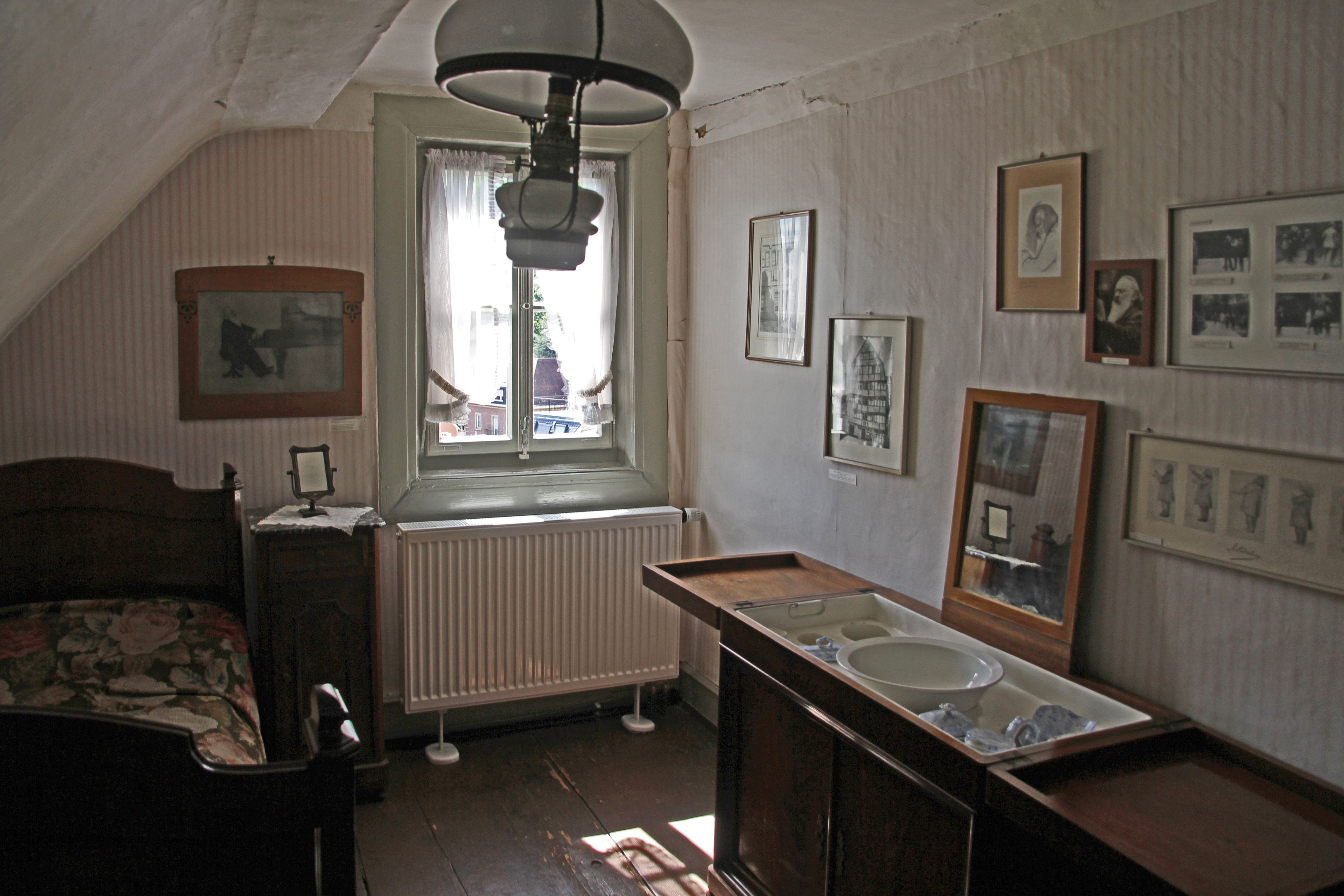
Schlafzimmer (2017)

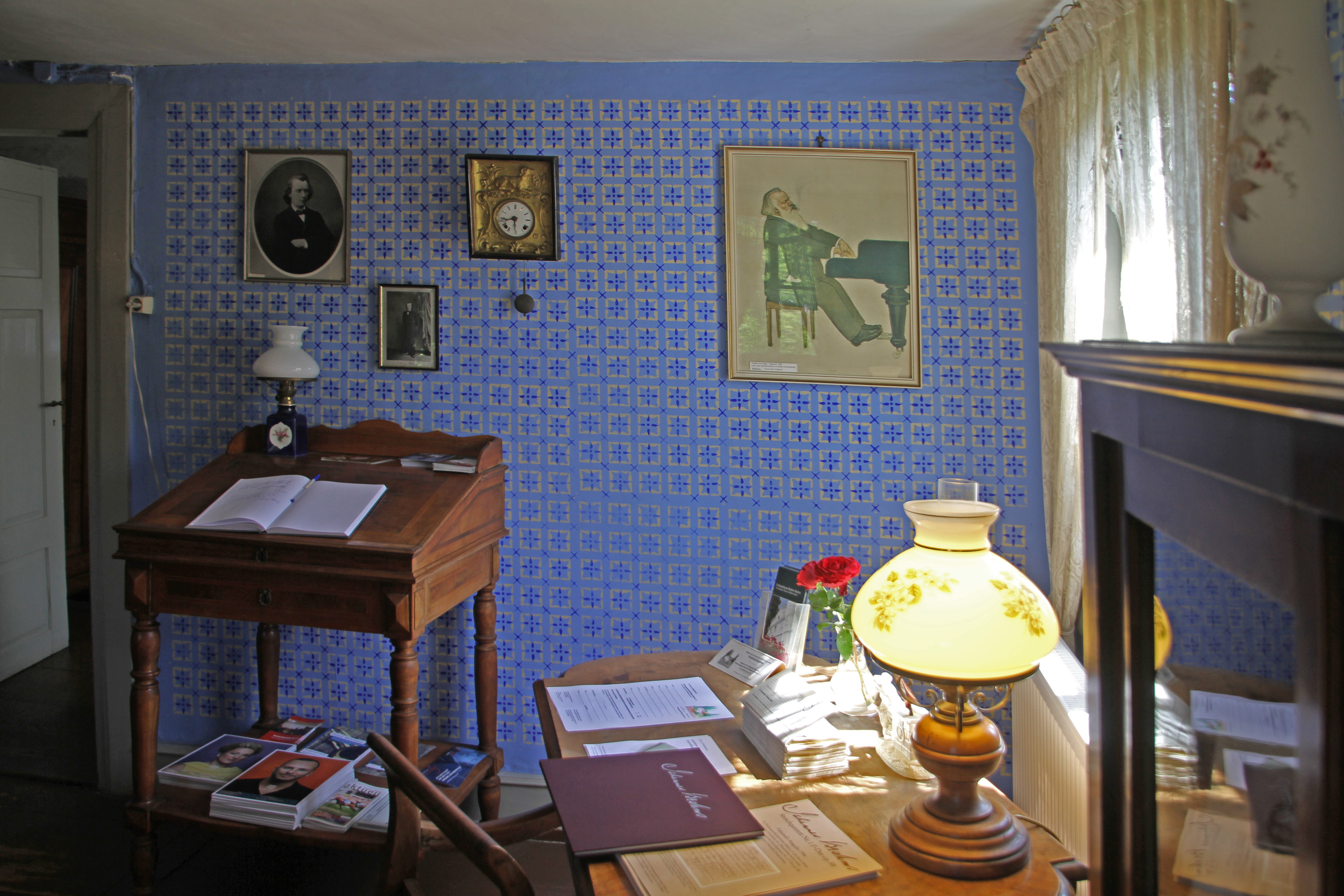
Wohnzimmer (2017)

In den ehemaligen Wohnräumen von Brahms befindet sich heute das Museum. Im Erdgeschoss wurde ein Gästestudio eingerichtet, in dem Komponisten, Musikwissenschaftler und Studenten aus aller Welt arbeiten können. Das Studio verfügt über eine umfangreiche Bibliothek mit Noten und Literatur zu Johannes Brahms sowie Clara und Robert Schumann. Das ehemalige Wohnzimmer des Komponisten ist heute der „Blaue Salon“.